# Геріх Владислав Станіславович
Владислав Станіславович Геріх (1997—2022) — капітан-лейтенант(посмертно) Збройних сил України, учасник російсько-української війни, що відзначився під час російського вторгнення в Україну в 2022 році.
Потрапив у полон під час оборони Маріуполя, вбитий російськими катами у колонії в Оленівці 29 липня 2022 року.

## Життєпис
Владислав Геріх народився 19 серпня 1997 року в с. Ревівка на Черкащині. Після закінчення загальноосвітньої школи здобував фах офіцера Військово-морських сил України. З 2019 року командує малим броньованим артилерійським катером «Лубни» (проєкту 58155 «Гюрза-М»). Екіпаж катера виконував завдання у складі Об'єднаних сил, патрулюючи акваторію Азовського моря неподалік Маріуполя в складі Маріупольського загону морської охорони.
У ході боїв за Маріуполь у березні 2022 року катер було затоплено. Командир разом із частиною військовослужбовців катерів «Лубни» та «Кременчук» потрапив у полон. Більше повідомлень про долю воїнів не було. На початку травня 2022 року окупаційні сили Росії підняли пошкоджений МБАК «Лубни» та продемонстрували пошкодження.
Вбитий російськими катами у колонії в Оленівці 29 липня 2022 року.
Похований 29 серпня 2023 року селі Ревівка.

## Родина
Дружина, у шлюбі народився син (нар. 2020).

## Нагороди
- орден «За мужність» III ступеня (2022) — за особисту мужність і самовіддані дії, виявлені у захисті державного суверенітету та територіальної цілісності України, вірність військовій присязі.